# Grasbladige boterbloem
De grasbladige boterbloem (Ranunculus gramineus) is een overblijvende plant uit de ranonkelfamilie (Ranunculaceae) die te vinden is in de laag- en middelgebergtes van het westelijk Middellandse Zeegebied.

## Naamgeving enetymologie
- Synoniemen: Ranunculus graminifolius Salisb., Ranunculus luzulifolius (Boiss.) Amo, Xerodera graminea (L.) Fourr.
- Frans: Renoncule graminoïde
- Duits: Grasblättriger Hahnenfuß
- Italiaans: Ranuncolo gramineo

De botanische naam Ranunculus is afgeleid van het Latijnse rana (kikker) en betekent 'kleine kikker', naar de voorkeur van waterranonkels voor waterrijke standplaatsen. De soortaanduiding gramineus verwijst naar de grassenfamilie (Gramineae).

## Kenmerken
De grasbladige boterbloem is een middelhoge, overblijvende, kruidachtige plant, tot 40 cm hoog. De pant vormt een wortelstok. De opgaande bloemstengel is onbehaard en draagt één bloem. De bladeren zijn lijnlancetvormig, gaafrandig, ongesteeld en grijsgroen, lijkend op die van de grassen. 
De bloemen zijn radiaal symmetrisch, 15 tot 25  mm in doorsnede met vijf kelkblaadjes en vijf helgele kroonblaadjes. De vrucht is een hoofdje van geribbelde nootjes.
De plant bloeit van april tot juni.

## Habitaten verspreiding
De grasbladige boterbloem groeit voornamelijk op droge, stenige plaatsen op kalkrijke bodem, zoals in droge kalkgraslanden, tot op 1.500 m hoogte.
De plant komt voor in laag- en middelgebergtes in het westelijk Middellandse Zeegebied, vooral in Spanje, Portugal, Zuid-Frankrijk, Italië, het zuiden van Zwitserland, Marokko, Algerije en Tunesië.
... · 
R. acris (Scherpe boterbloem) · 
R. aquatilis (Fijne waterranonkel) · 
R. aquatilis var. aquatilis · 
R. aquatilis var. diffusus (Haarbladwaterranonkel) · 
R. arvensis (Akkerboterbloem) · 
R. auricomus (Gulden boterbloem) · 
R. baudotii (Zilte waterranonkel) · 
R. bulbosus (Knolboterbloem) · 
R. circinatus (Stijve waterranonkel) · 
R. flammula (Egelboterbloem) · 
R. fluitans (Vlottende waterranonkel) · 
R. glacialis (Gletsjerboterbloem) · 
R. gramineus (Grasbladige boterbloem) · 
R. hederaceus (Klimopwaterranonkel) · 
R. kuepferi · 
R. lingua (Grote boterbloem) · 
R. lyallii · 
R. ololeucos (Witte waterranonkel) · 
R. omiophyllus (Drijvende waterranonkel) · 
R. peltatus (Grote waterranonkel) · 
R. penicillatus (Penseelbladige waterranonkel) · 
R. platanifolius (Witte boterbloem) · 
R. polyanthemos · 
R. polyanthemos subsp. nemorosus (Bosboterbloem) · 
R. polyanthemos subsp. polyanthemoides (Kalkboterbloem) · 
R. pygmaeus (Dwergboterbloem) · 
R. pyrenaeus (Pyrenese boterbloem) · 
R. repens (Kruipende boterbloem) · 
R. sardous (Behaarde boterbloem) · 
R. sceleratus (Blaartrekkende boterbloem) · 
R. trichophyllus (Kleine waterranonkel) · 
R. thora (Gifboterbloem) · 
R. tripartitus (Driedelige waterranonkel) · 
...